# بروتريبتيلين
بروتريبتيلين (بالإنجليزية: Protriptyline)‏ هو دواء يُستعمل في علاج:
- اضطراب عصابي[9]

## دوره
يلعب هذا الدواء دورًا في علاج الأمراض كونه:
- مثبطات استرداد السيروتونين الانتقائية
- مضاد اكتئاب ثلاثي الحلقات

## التداخلات الدوائية
يتداخل دوائيًا مع:
```
إيزوكاربوكسازيد
، 
وفينيلزين
، 
وبروكاربازين
، وسيليجيلين، 
وترانيلسيبرومين
```